# Anselmo Ruíz
Anselmo Ruíz Huamanchumo (16 de agosto de 1934 - 12 de junio del 2022) fue un futbolista peruano nacido en Chimbote que se desempeñaba como volante de marca y luego como defensa central. Un defensa talentoso y corajudo, el cruce anticipado era su principal cualidad.

## Trayectoria
Debutó por Alianza Miramar de Chimbote en 1954, a fines de 1956 llega a Sporting Cristal por recomendación del también chimbotano jugador Alonso Urdániga (que ese año fue prestado al Carlos Concha y regresa al cuadro rimense en 1957).
Fue en el torneo de 1957 que "Chemo" hace su debut oficial bajo la dirección técnica de Luis Tirado, en algunas ocasiones lo hizo como líbero y en otras como volante de contención.
A mediados de la década de 1960 fue catalogado no sólo como el mejor defensa central en el torneo peruano, también a nivel Sudamérica. Su primer título fue en 1961 donde alternó en la mayoría de partidos. Entre 1962 y 1963 compartió capitanía con Alberto Del Solar y Roberto Elías.
En 1964 dejó el cuadro rimense (se dice por problemas con el DT. Didí) y jugó en el Defensor Arica donde obtuvo el título de la segunda división jugando al año siguiente nuevamente en primera. Regresó al cuadro rimense en 1966, obtuvo su segundo título con la casaquilla rimense en 1968 donde alternó algunos partidos.
Jugó en Porvenir Miraflores en 1969 y se retiró en el Colegio Nacional de Iquitos luego de disputar el Hexagonal Final de la Copa Perú a mediados de 1973.

## Selección Peruana
Participó en el Sudamericano 1963 en Bolivia.
Participó con la Selección Peruana en 1965 en las eliminatorias al Mundial de Inglaterra 1966.

## Clubes
| Club                        | País | Año         |
| --------------------------- | ---- | ----------- |
| Alianza Miramar             | Perú | 1954 - 1956 |
| Sporting Cristal            | Perú | 1956 - 1963 |
| Defensor Arica              | Perú | 1964 - 1965 |
| Sporting Cristal            | Perú | 1966 - 1968 |
| Porvenir Miraflores         | Perú | 1969        |
| Colegio Nacional de Iquitos | Perú | 1972 - 1973 |

## Palmarés

### Campeonatos nacionales
| Título                    | Club             | País | Año  |
| ------------------------- | ---------------- | ---- | ---- |
| Primera División del Perú | Sporting Cristal | Perú | 1961 |
| Segunda División          | Defensor Arica   | Perú | 1964 |
| Primera División del Perú | Sporting Cristal | Perú | 1968 |